# Oraesia subuncula
Oraesia subuncula là một loài bướm đêm trong họ Noctuidae.